# Crewboys

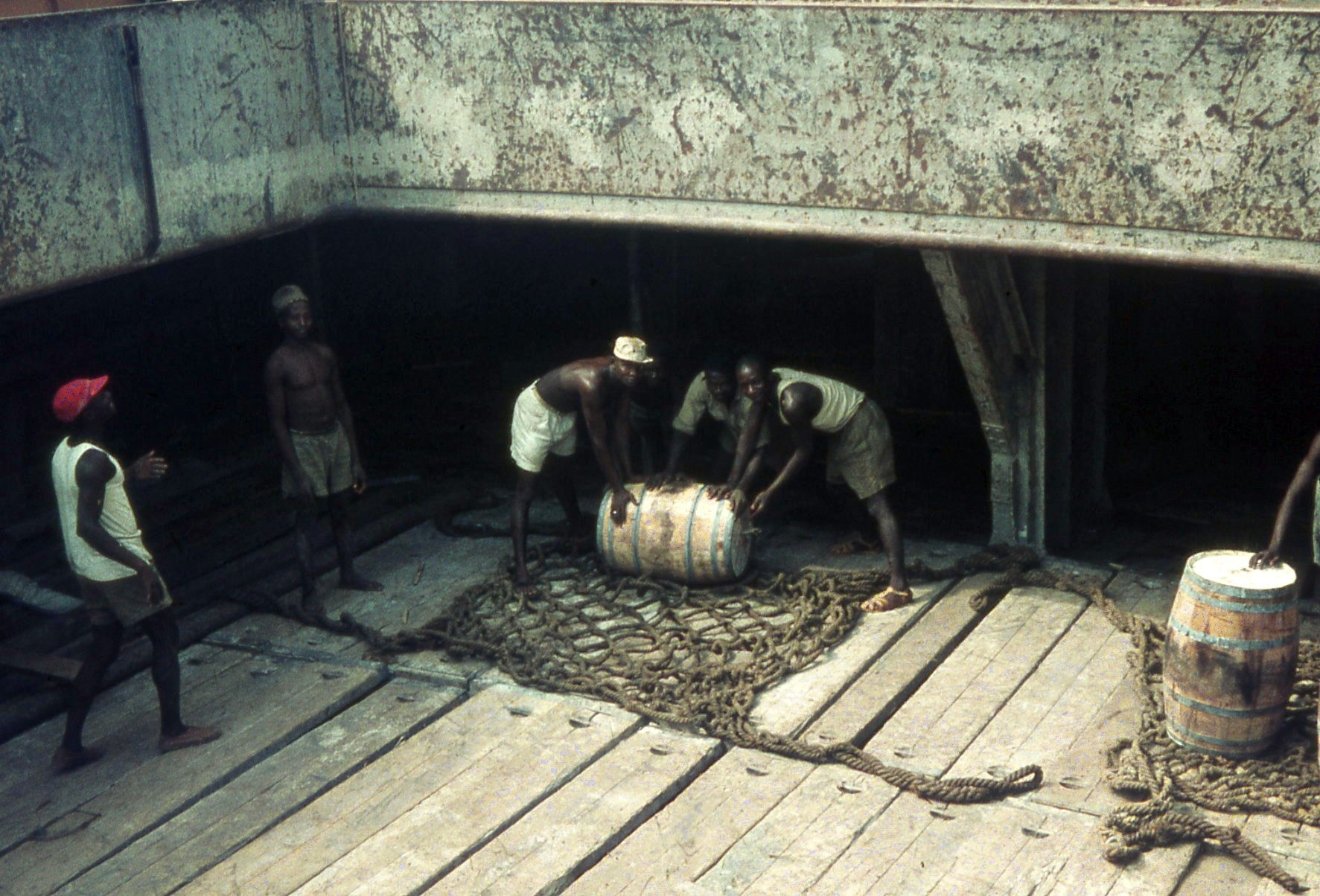
Crewboys bei Löscharbeiten im Zwischendeck in der Luke

Die Crewboys waren afrikanische Seeleute, die ursprünglich aus Liberia kamen und die während einer Rundreise an der westafrikanischen Küste auf Frachtschiffen gearbeitet haben.

## Geschichte

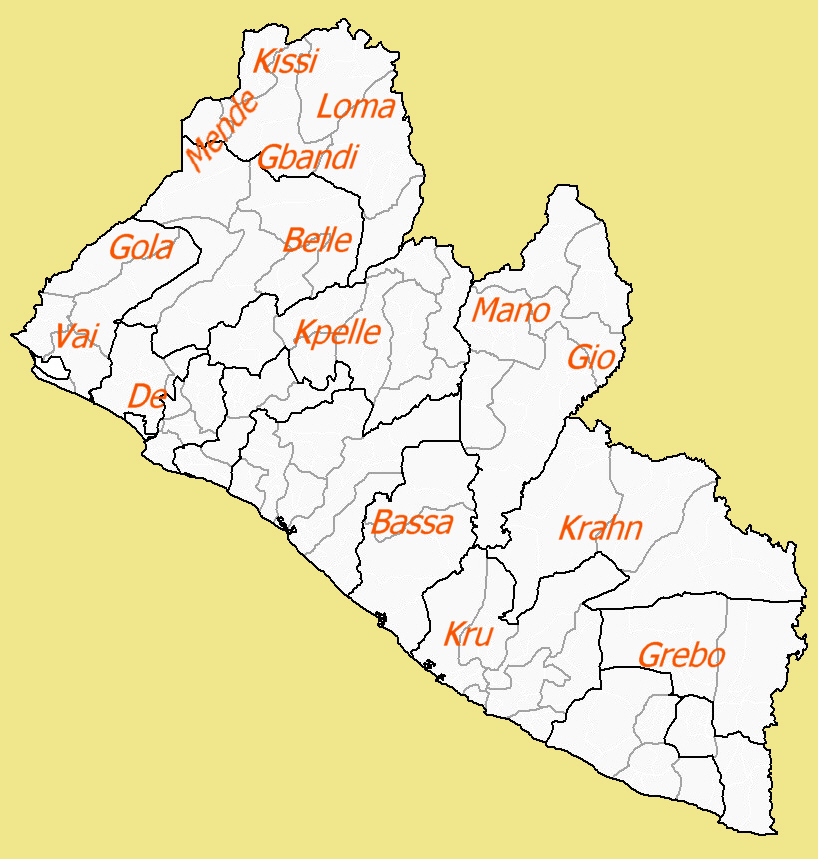
Liberia Stammesgebiet der Krus

Die englische Bezeichnung für Schiffsbesatzung oder Schiffsmannschaft lautet Crew. Der Name Crew wurde sprachlich vermischt mit dem Namen des afrikanischen Volksstammes der Krus, die im Inneren des Landes gelebt haben. Vor etwa 500 Jahren sind diese Krus aus bisher unbekannten Gründen an die Küste des heutigen Liberias gezogen, wo sie zunächst vom Fischfang lebten. Als Mitte bis Ende des neunzehnten Jahrhunderts der planmäßige Handel mit Westafrika Gewinne versprach, liefen zunächst englische Frachtdampfer, später auch solche anderer Nationen, westafrikanische Küsten an. Es wurden einheimische Männer gebraucht, die Arbeiten an Bord unter erschwerten klimatischen Bedingungen ausführen konnten und mit der See vertraut waren.

## Die Crewboys an Bord

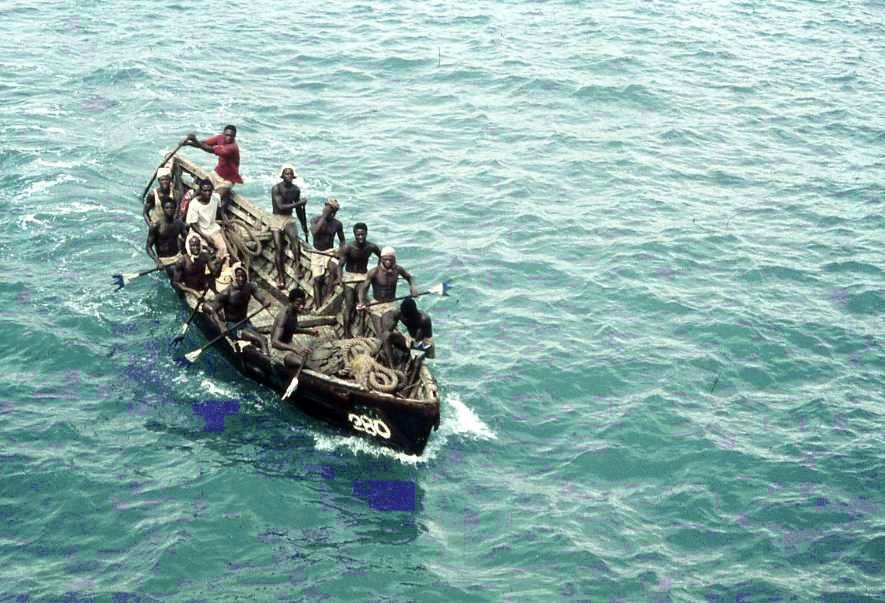
Ein Teil der Arbeiter kommt mit dem Boot zum Schiff

Die Crewboys wurden zu Beginn einer Rundreise in Häfen wie Freetown (Sierra Leone), Monrovia (Liberia) oder Lagos (Nigeria) gemustert und an Bord genommen. In den Anfangsjahren kümmerte sich der Kapitän um diese Musterung, später, als die Schiffe im Liniendienst Westafrika anliefen, waren dafür die Schiffsagenturen zuständig. Die Crewboys kamen mit Booten zum Schiff, da es sich bei den Häfen der Westküste zumeist um Reedehäfen handelte. Je nach Größe des Schiffes, Anzahl der angelaufenen Häfen, Art der Ladung usw. waren es zwischen 30 und 70 Mann, geführt von einem Vorarbeiter (Häuptling) und begleitet von einem Koch. Die Crewboys, die nur das Notwendigste an Habe mitbrachten, wurden im Vorschiff unter der Back, im Kabelgatt, in den Deckshäusern und überall an Deck dort untergebracht, wo Platz war.

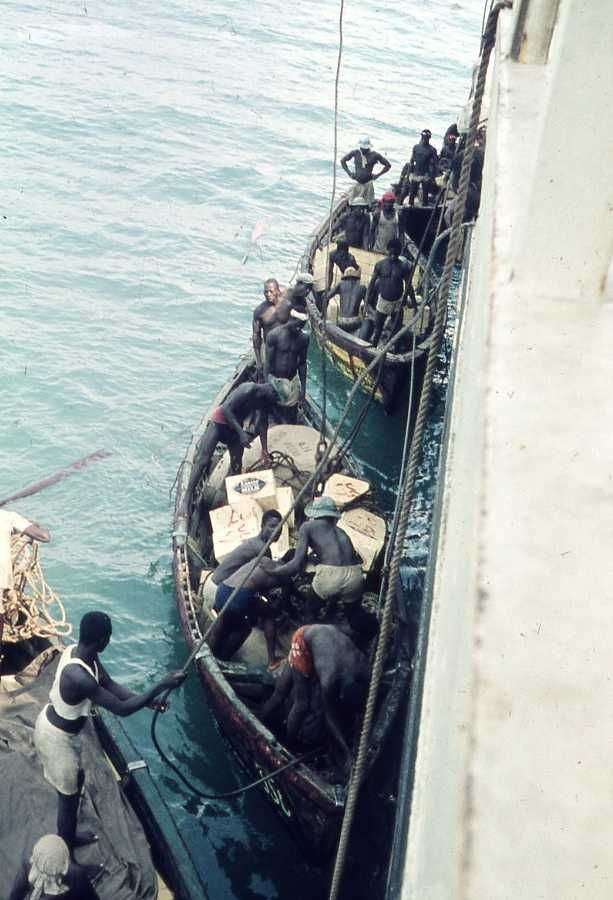
Arbeiter in den längsseits liegenden Booten

Die Crewboys arbeiteten als Schauerleute in den Luken, aus denen die Ladung im Reedehafen gelöscht und in längsseits liegende Boote geladen wurde. Sie bedienten die Winden, stellten die Ladebäume, machten das Schiff seeklar, verrichteten Maler- und Reinigungsarbeiten betätigten sich als Zeugwäscher usw. Sie unterstützten die etatmäßige Besatzung nicht nur in fast jeder Hinsicht, sondern führten viele Aufgaben unter Aufsicht ihres Vormanns und der Schiffsleitung selbständig aus. Schwere und gefährliche Arbeiten hatten die Crewboys regelmäßig bei der Verladung von Baumstämmen (Logs) auszuführen, die u. a. in Douala (Kamerun), Port-Gentil (Gabun) oder Pointe-Noire (Republik Kongo) geladen wurden. Besonders schwierig war diese Arbeit dann, wenn die Baumstämme zu langen Flößen zusammengestellt, vom Wasser aus mit eigenem Ladegeschirr verladen werden mussten, so wie auf dem Volta-River östlich von Accra. – Die Crewboys blieben während der gesamten etwa vier- bis fünfwöchigen Rundreise an Bord und wurden jeweils in ihrem Heimathafen wieder ausgeschifft.

## Das Ende der Crewboys
Mit der weltweiten Einführung der Container Mitte der 1960er Jahre und der damit verbundenen, kompletten Umstellung des Transportwesens in der Handelsschifffahrt, wurden die Crewboys nicht mehr gebraucht und verschwanden nach und nach von den Schiffen. – Zusätzlich gilt seit einigen Jahren ein Ausfuhrverbot von Edelhölzern in den meisten Ländern.

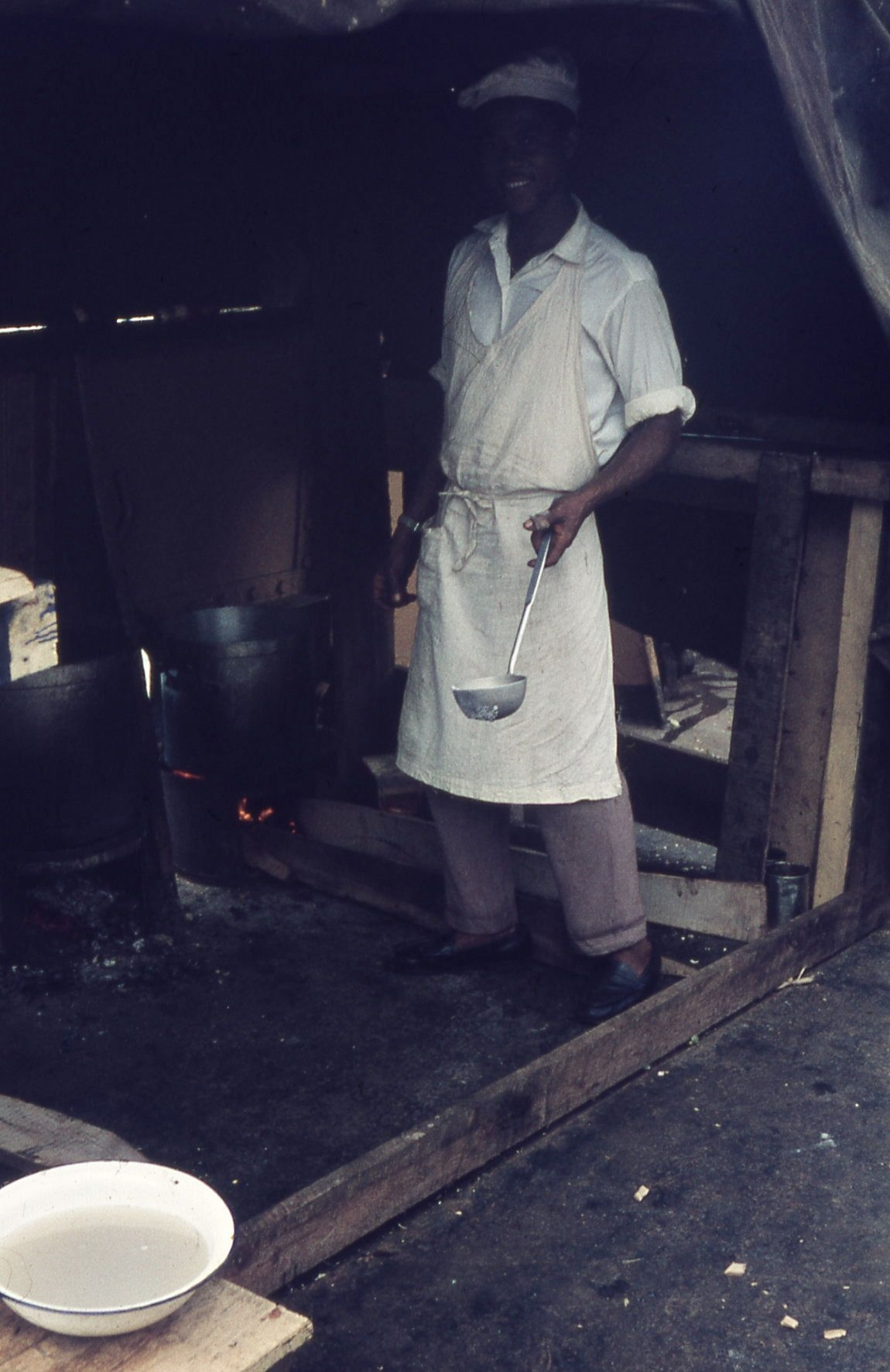
Ein Koch der Crewboys in seiner Kombüse
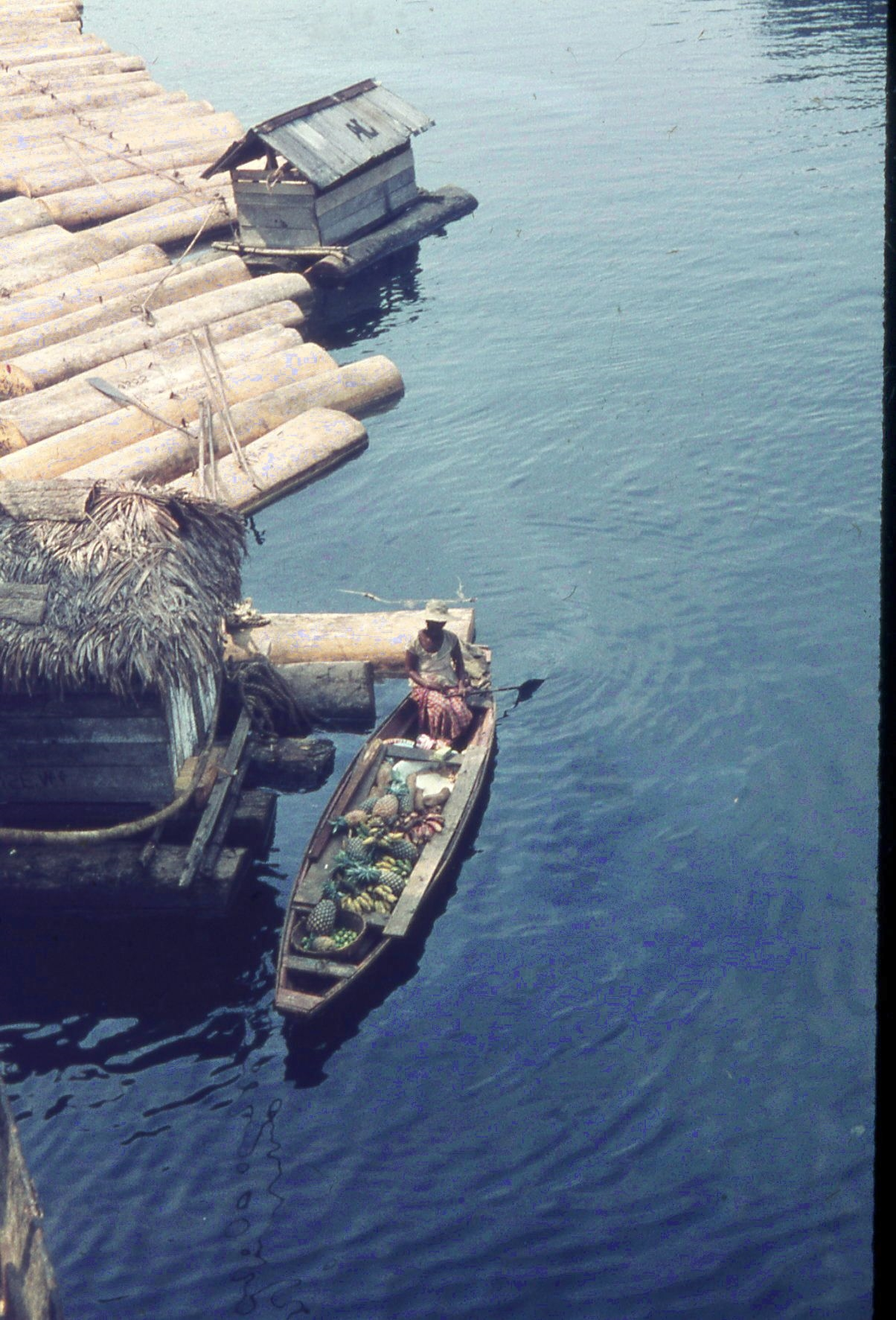
Baumstämme und Schiffshändlerin auf dem Volta River
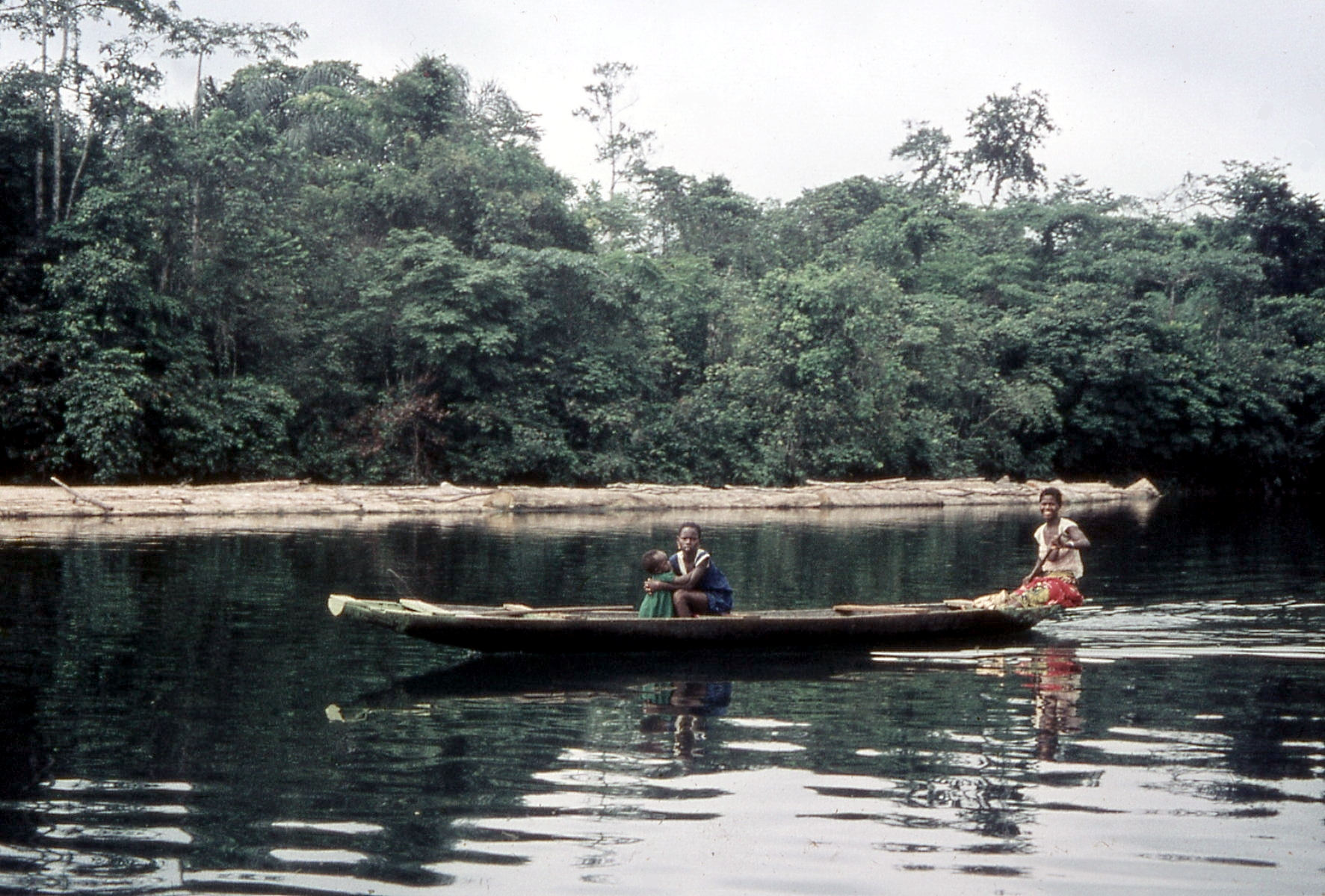
Volta-River, zwei Frauen im Boot, dahinter ein Floß von Baumstämmen
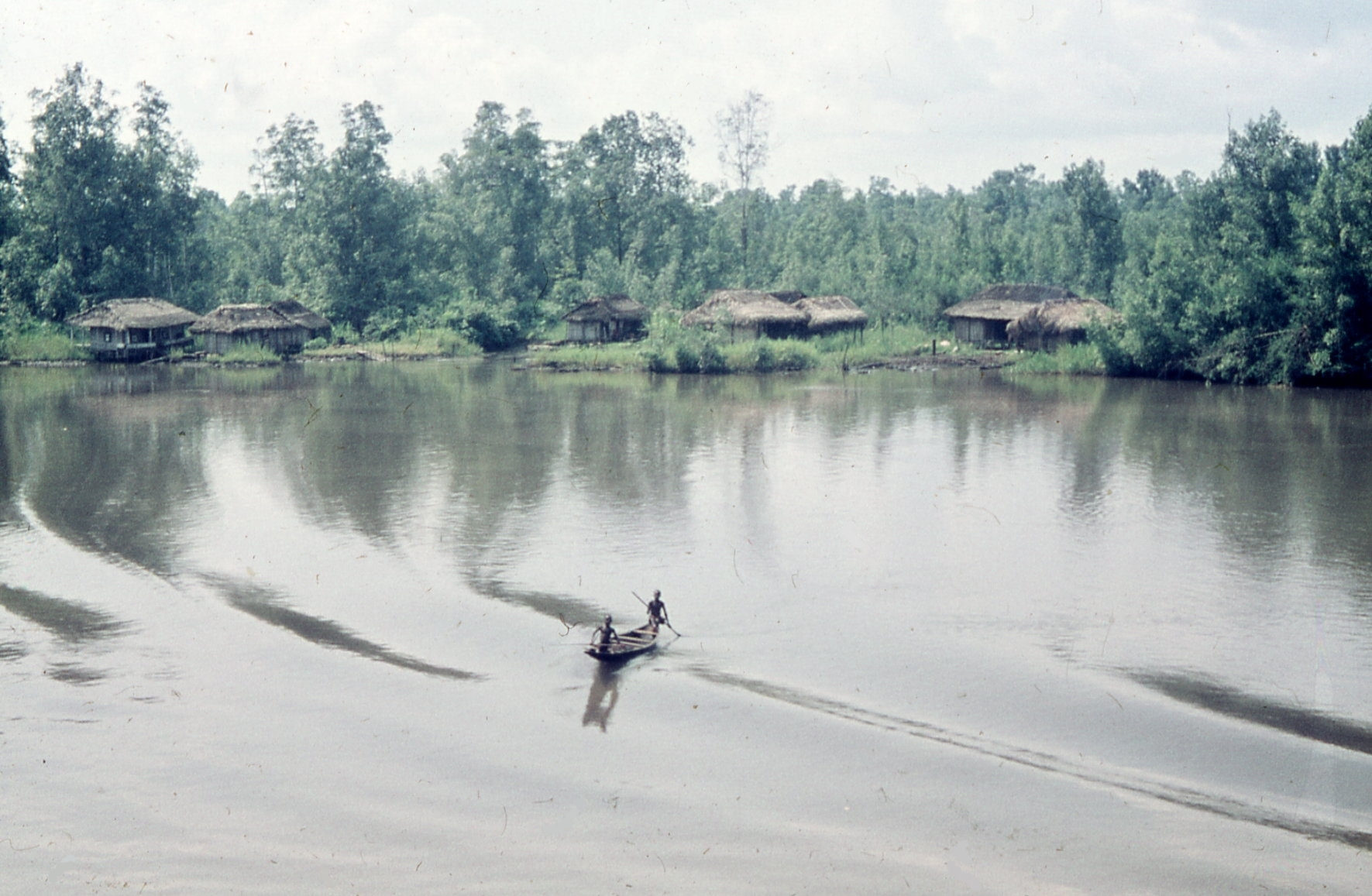
Eingeborene und Siedlung am Volta River 1958